# 新潟県道236号岩野塚山線
新潟県道236号岩野塚山線（にいがたけんどう236ごう いわのつかやません）は新潟県長岡市を起点に、同県小千谷市を経由し長岡市に至る一般県道である。

## 概要

### 路線データ
- 起点：新潟県長岡市浦字石津（国道351号交点）
- 終点：新潟県長岡市東谷字荒瀬島（国道404号交点）

## 通過する自治体
- 新潟県
  - 長岡市 - 小千谷市 - 長岡市

## 接続する道路
- 国道351号（起点：長岡市浦字石津）
- 新潟県道10号長岡片貝小千谷線（片貝町裏交差点）
- 新潟県道411号町山谷片貝線（小千谷市片貝町字菅ノ谷）
- 国道404号（終点：長岡市東谷字荒瀬島）

## 周辺
- JR信越本線 塚山駅
- 関越自動車道 片貝バスストップ
- 小千谷市立片貝中学校
- 小千谷市立片貝小学校
- 長岡市立越路西小学校
- 石津郵便局（長岡市）
- 片貝郵便局（小千谷市）
- 越後製菓
  - 片貝工場
  - 片貝西工場
- NIPPO 北信越支店 小千谷合材工場
- 西谷温泉（にしだにおんせん）
- 信濃川
- 渋海川

## その他
- 路線名の「岩野」は起点付近の地名（新潟県長岡市岩野）に、「塚山」は終点付近の旧自治体名（新潟県三島郡塚山村）に由来する。